# 1047 Geisha
Geisha (asteroide 1047) é um asteroide da cintura principal, a 1,8081029 UA. Possui uma excentricidade de 0,1930689 e um período orbital de 1 225,08 dias (3,36 anos).
Geisha tem uma velocidade orbital média de 19,89754154 km/s e uma inclinação de 5,66428º.
Este asteroide foi descoberto em 17 de Novembro de 1924 por Karl Reinmuth.